# Orchestra Sinfonica di Seattle
La Seattle Symphony Orchestra è un'orchestra sinfonica statunitense con sede a Seattle. Thomas Dausgaard è l'attuale direttore principale, in carica dal 2019.

## Storia
L'orchestra venne fondata nel 1903 ed il primo concerto venne dato il 29 dicembre sotto la direzione di Harry West. Fondata con il nome di Seattle Symphony, nel 1911 venne rinominata Seattle Philharmonic Orchestra. Nel 1919, l'orchestra venne riorganizzata secondo le nuove leggi e denominata Seattle Symphony Orchestra.  A parte ciò, per la maggior parte dei suoi cento anni di storia, e specialmente oggi, essa è nota come "Seattle Symphony."
Più di 300.000 persone assistono, ogni anno, ai concerti dell'orchestra tenuti nella Benaroya Hall, sita nel centro di Seattle. La stagione va da settembre a luglio.
Sotto la direzione di Schwarz, l'orchestra è divenuta particolarmente nota per l'esecuzione di musiche di compositori del XX secolo, specialmente di compositori statunitensi. Schwarz, assieme all'orchestra, ha inciso numerosi dischi, comprese le maggiori opere di Howard Hanson.
In aggiunta alla stagione di concerti, la Seattle Symphony collabora alla realizzazione della stagione della  Seattle Opera, compreso il ciclo di opere di Richard Wagner presentato tutte le estati.

## Direttori musicali
| - 1903-1907 Harry West - 1907-1909 Michael Kegrize - 1909-1911 Henry Hadley - 1911-1921 John Spargur - 1921-1924 Mary Davenport Engberg - 1926-1932 Karl Kruger - 1932-1938 Basil Cameron - 1938-1941 Nikolai Sokoloff | - 1941-1944 Thomas Beecham - 1944-1948 Carl Bricken - 1948-1950 Eugene Linden - 1950-1951 Manuel Rosenthal - 1954-1976 Milton Katims - 1976-1983 Rainer Miedél - 1983-2011 Gerard Schwarz - 2011-oggi Ludovic Morlot |

## Discografia parziale
- John Luther Adams: Become Ocean - Ludovic Morlot/Seattle Symphony Orchestra, 2014 Cantaloupe
- Copland: Fanfare for the Common Man, Lincoln Portrait & Canticle of Freedom - Harris: American Creed - Gerard Schwarz/Seattle Symphony Orchestra/James Earl Jones, 1993 Delos
- Dutilleux: Métaboles, L'arbre des songes & Symphony No. 2 "Le double" - Augustin Hadelich/Seattle Symphony Orchestra/Ludovic Morlot, 2015 Seattle Symphony Media - Grammy Award for Best Classical Instrumental Solo 2016
- Hovhaness: Symphony No. 2 "Mysterious Mountain", Prayer of St. Gregory & And God Created Great Whales - Gerard Schwarz/Seattle Symphony Orchestra/Charles Butler, 1994 Delos
- Ives: Symphonies Nos. 3 & 4, The Unanswered Question & Central Park in the Dark - Seattle Symphony Orchestra/Ludovic Morlot, 2016 Seattle Symphony Media
- William Schuman: Symphonies Nos. 3 and 5, Judith - Gerard Schwarz/Seattle Symphony Orchestra, 2006 Naxos
- Mr. Holland's Opus (Goodbye Mr. Holland Original Motion Picture Soundtrack) - Michael Kamen/Seattle Symphony Orchestra, 1996 Decca